# 中嶋春陽
中嶋 春陽（なかじま はるひ、1999年4月17日 - ）は、日本の女優、元子役である。
神奈川県出身。ヴィヴィアン所属。

## 略歴
- 2005年、某雑誌の表紙オーディションで芸能界へ。
- 2006年、雑誌『ラブ＆ベリー』（徳間書店）でデビュー。
- 2006年、CM、広告、雑誌モデルとして様々なメディアで活動を開始。
- 2009年、BSフジのキッズバラエティ番組「We Can☆」にWe Can☆Girlsのメンバーとしてレギュラー出演。
- 2011年、フジテレビの連続ドラマ「スクール!!」に中嶋はるか 役でレギュラー出演。
- 2013年11月、アイドルグループ「ジュネス☆プリンセス」として活動開始。
- 2015年、映画「いいにおいのする映画」（酒井麻衣監督、SPOTTED PRODUCTIONS）に委員長 役で出演。
- 2015年、ショートムービー「わかれうた」黒木瞳監督）に出演
- 2015年、ミスiD2015ファイナリスト　審査員特別賞（大郷剛賞・tomad賞受賞）。
- 2016年6月、「ジュネス☆プリンセス」解散。
- 2016年7月、女優・タレント・ソロ歌手として活動。
- 2017年10月 - 12月、日本テレビの連続ドラマ「先に生まれただけの僕」に栗田玲那 役でレギュラー出演。

## 出演

### 映画
- いいにおいのする映画（2015年、酒井麻衣監督、SPOTTED PRODUCTIONS） - 委員長 役
- ショートムービーわかれうた（2015年、黒木瞳監督）
- イソップの思うツボ（2019年、上田慎一郎・中泉裕矢・浅沼直也監督、アスミック・エース）
- アンダードッグ（2020年、武正晴監督） - No.1高級クラブ嬢 役　※東京国際映画祭2020 オープニング上映作品

### テレビドラマ
- スクール!!（2011年1月 - 3月、フジテレビ） - 中嶋はるか 役 (レギュラー)
- '''ぞくり。怪談夜話〜金欲の呪い・八話〜'''（2016年12月2日、TOKYO MX） - 1話主演・夕子 役
- 先に生まれただけの僕（2017年10月 - 12月 、 日本テレビ） - 栗田玲那 役（レギュラー）
- 飯を喰らひて華と告ぐ 第10話（2024年9月10日、MXテレビ） - 女性 役[1]

### テレビ番組
- ドリーム２クリエイター（テレビ東京）
- 女神のアンテナ（テレビ朝日）
- We Can☆・We Can☆47（2009年4月27日 - 2012年3月30日、BSフジ）レギュラー
- beポンキッキーズ（BSフジ）

### CM
- JT企業広告
- 明治「ミルクチョコレート」
- バンダイ「3Dデコデルカ」
- 日本マクドナルド「ハッピーセット」
- カルピス「Welch’s」
- 花王「エコナ」
- 味の素「Cook Do」
- あなぶき興産「αマション ブランド」
- 河合塾「河合塾2016」
- JT 企業TVCM「おめでとう篇」
- よろづや観光「山代温泉 葉渡莉」
- 全日本トラック協会 CM

### その他 広告
- セガ おしゃれ魔女ラブ&ベリースチール広告
- TBSパナソニックスペシャル「地球教室」 番組宣伝用広告
- 明光義塾 スチール広告
- 三菱電機 韓国向け会社パンフレット
- グラクソスミスクラウン  「サーバリックス」スチール広告
- 河合塾2016 スチール広告
- W早稲田ゼミ スチール広告

### 舞台
- 疾風!!新選組 ～時を駆け抜けた漢たち～（2015年2月7日 - 11日）
- 魔銃ドナークロニクル（2016年9月28日 - 10月2日、アリスインプロジェクト） - シスター・ベルデナッド 役
- ILLUMINUS Debut Stage 「ジュブナイル」（2017年1月21日 - 22日、Stage Project ILLUMINUS） - カーミィ 役
- サイバーパンク朗読劇『RAYZ OF LIGHT』（2017年2月12日） - マコト 役
- サイバーパンク朗読劇『RAYZ OF LIGHT//VIRAL』（2017年11月18日 - 19日） - 吉川マコト 役
- サイバーパンク朗読劇『RAYZ OF LIGHT 落陽散花』（2018年6月2日 - 3日）  - 吉川マコト 役

### MV
- さよならポニーテール『青春ファンタジア』（2013年）
- tacica『HALO』（2013年）
- ラブリーサマーちゃん『私の好きなもの』（2015年）
- アメノイロ『月と三角』（2017年）
- JUJU『READ MY LIPS』（2019年）

### DVD
- 「ぞくり。怪談夜話〜金欲の呪い・八話〜」（2016年） - 1話主演・夕子 役
- いいにおいのする映画（2015年、SPOTTED PRODUCTIONS）（2017年3月8日） - 委員長 役

### WEBコンテンツ
- WHITE GIRLS
- Lilygirl
- ショートカット推進委員会 GALLERY

### ゲーム
- プロ野球スピリッツ2019（PS4、2019年）

### 雑誌・書籍
- Wecan☆smail
- pure2 vol.54・55・57
- CM NOW vol.140
- Talented Girls Teens Actress
- Wecan☆mama vol.1 表紙
- CM NOWU-19特集
- Audition 11/03号Fres Comingsoon
- エクラ（集英社、2009年12月号）「ジュエリーブック」
- スクロール（ファミリー2010夏号）
- ショートカット推進員会 写真集『0410』（2015年）
- 『CHEERZ BOOK vol.5』（2015年）